# Susumu Ōno
Ne pas confondre avec Susumu Ohno
Susumu Ōno (大野 晋, Ōno Susumu), 23 août 1919 – 14 juillet 2008, est un linguiste japonais, spécialiste de l'histoire ancienne de la langue japonaise. Il est diplômé de l'université de Tokyo en 1943 où il a étudié auprès de Shinkichi Hashimoto. Il a été professeur émérite à l'université Gakushūin.

## Carrière
Ōno est surtout connu par ses pairs linguistes professionnels pour son travail, dans le sillage de son mentor Shinkichi Hashimoto, sur le système d'écriture kana et la phonologie du japonais ancien (en) publié en 1953. Il se fait connaître du grand public en 1957 avec son livre « Les Origines de la langue japonaise », qui suscitent avec l'ouvrage « La Langue japonaise » de Haruhiko Kindaichi publié la même année, un grand intérêt sur la nature, les origines et les particularités de la langue. Il collabore également avec Takai Ichinosuke et Gomi Tomohide dans la production d'éditions importantes des deux premiers classiques de la littérature japonaise, le Man'yōshū (1957-1962) et le Nihon Shoki (1965-1967). Par ailleurs, il coédite un dictionnaire standard du japonais ancien, l'Iwanami Kogo Jiten  (1974, seconde édition révisée, 1990) et coédite une nouvelle édition des œuvres complètes de Motoori Norinaga, le plus grand érudit du Kokugaku (1968-1993).
En conséquence, il devient le linguiste le plus connu du Japon. Son ouvrage à destination du grand public, Nihongo Renshūchō (日本語練習帳, « Cahiers d'exercices de japonais ») publié en 1999, se vent à 1.8 million d'exemplaires.
Ōno a apporté une contribution significative au domaine de la linguistique quantitative du japonais en indiquant une relation statistique, connue sous le nom « loi lexicale d'Ōno (en) », entre la catégorie des œuvres littéraires classiques japonais et le taux d'utilisation des classes de mots dans leurs lexiques.

## Hypothèse d'un lien génétique avec le tamoul
Au cours des trois dernières décennies, Ōno a gagné une certaine notoriété, mais pas toujours gratuite, pour son appui à l'hypothèse, d'abord mise en avant par Susumu Shiba en 1970 et développée par Akira Fujiwara, surtout en 1981, que les langues japonaise et tamoule  partagent un ancêtre commun. Sa théorie a été sévèrement critiquée par l'éminent indianiste japonais Tokunaga Muneo; qui, contrairement à Ōno, parle couramment le tamoul et par d'autres comparatistes comme Kiyozō Kazama.
D'une manière générale, comme beaucoup d'autres « hypothèses amateurs » sur les origines de la langue japonaise, sa théorie « s'est effondrée »  parce que l'auteur, bien que spécialise de haut niveau du japonais, a présenté ses théories sans prendre en considération toute la complexité des méthodes de comparaison de la philologie. La tentative d'Ōno de faire face à ses détracteurs, dans l'article cité ici, est couronnée de succès dans la mesure où elle désarme la critique de Roy Andrew Miller mais ne parvient pas à répondre à la charge générale, énoncée beaucoup plus tôt, sur ses théories précédentes relatives à une origine austronésienne de la langue. L'argument en faveur d'un ordre des mots similaires en tamoul et en japonais, par exemple, vaut également pour le japonais et certaines langues papoues.

## Articles populaires sur la langue japonaise
- Nihongo no kigen, Iwanami, Tokyo 1957
- Nihongo no nenrin, Shinchō Bunko, Tokyo 1966
- Nihongo o sakanoboru, Iwanami, Tokyo 1974
- Nihongo no bunpō o kangaeru, Iwanami, Tokyo 1978
- Nihongo izen, Iwanami, Tokyo 1987
- Nihongo no keisei, Iwanami Shoten, Tokyo 2000
- Yayoi bunmei to minami-Indo, Iwanami Shoten 2004

## Source de la traduction
- (en) Cet article est partiellement ou en totalité issu de l’article de Wikipédia en anglais intitulé « Susumu Ōno » (voir la liste des auteurs).